# Gimnastică artistică

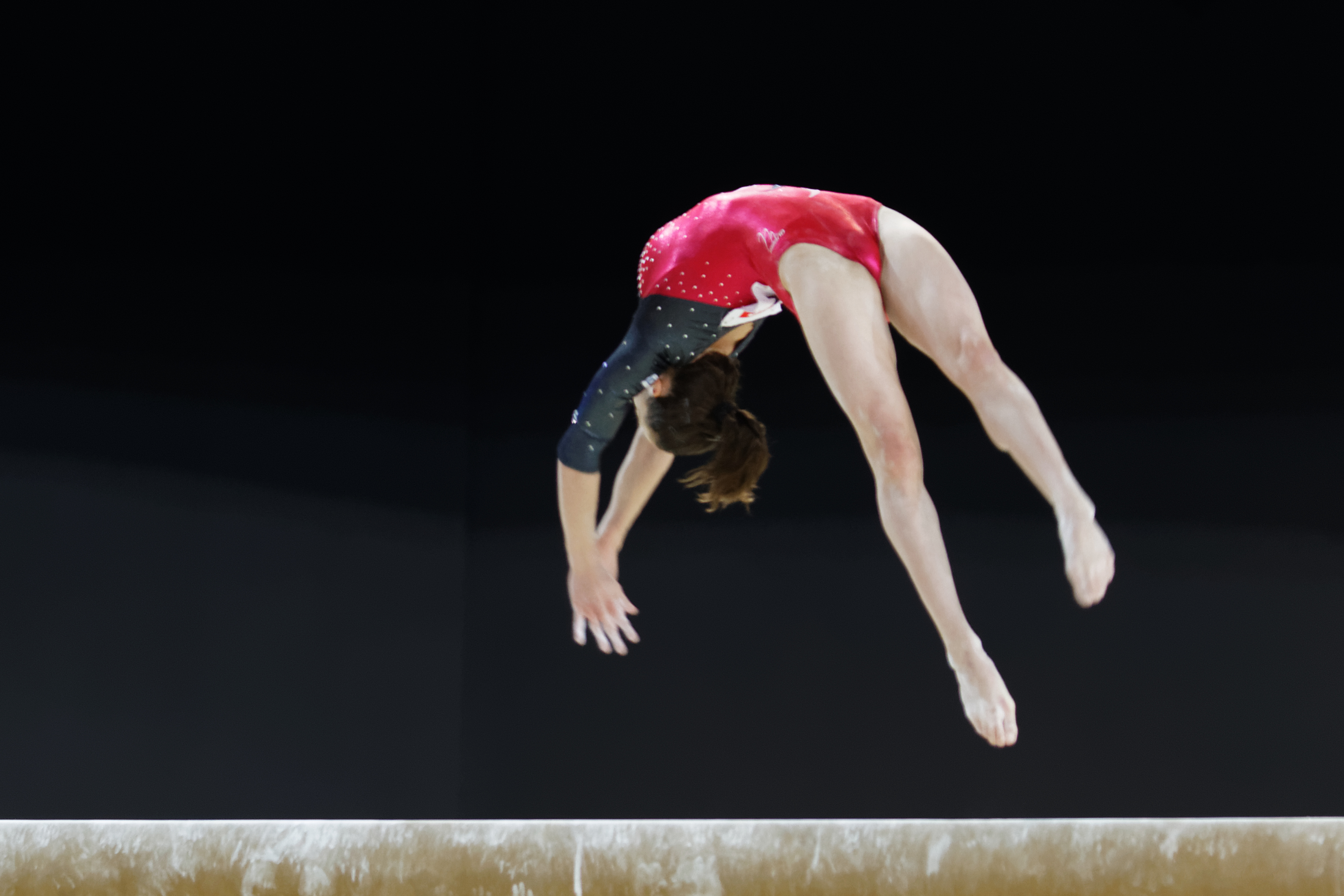
Andreea Munteanu la bârnă la Campionatele europene de gimnastică individuală din 2015

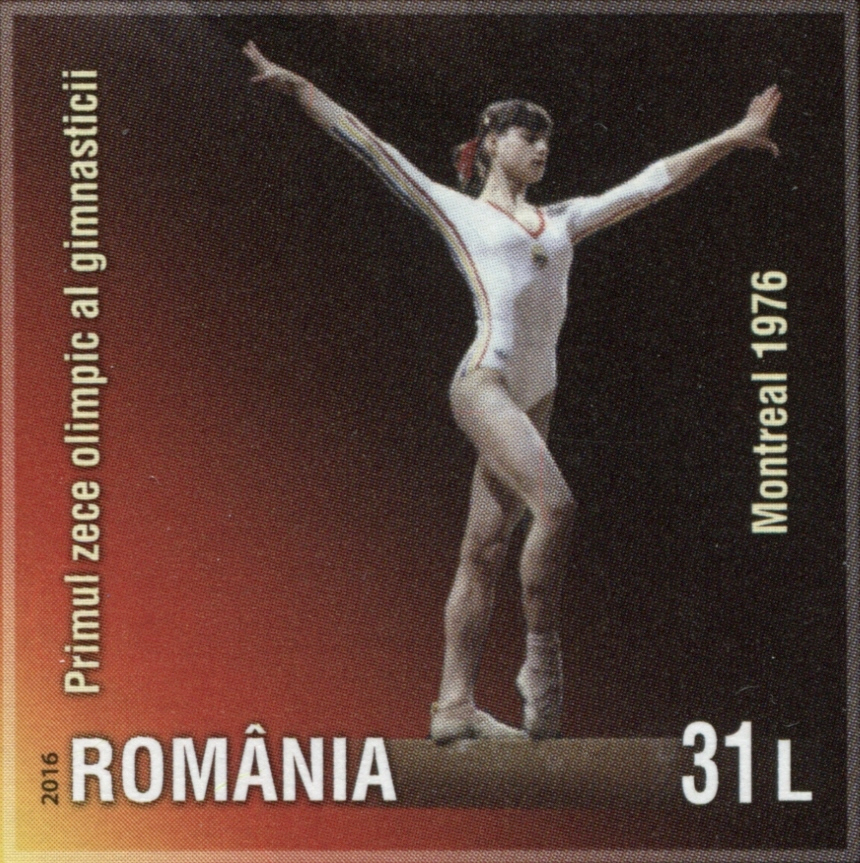
Nadia Comăneci pe un timbru

Gimnastica artistică este o ramură a gimnasticii în care gimnaștii execută o serie de mișcări pe aparate.  Probele la feminin sunt sărituri, paralele, bârnă, sol, iar la masculin, sol, cal cu mânere, inele, sărituri, paralele și bară fixă. Acest sport este condus de Federația Internațională de Gimnastică. Gimnastica artistică (atât probele masculine cât și cele feminine) sunt discipline olimpice.
Pe lângă gimnastică artistică, mai există gimnastica ritmică și aerobică. Din gimnastică s-au tras mai multe sporturi cum ar fi: sărituri în apă, înot sincron etc.

## Vezi și
- Campionatul Mondial de Gimnastică Artistică
- Campionatele europene de gimnastică artistică feminină

## Legături externe
- Site-ul oficial al Federației Internaționale de Gimnastică
- Site-ul oficial al Federației Române de Gimnastică